# Мюридизм
Мюриди́зм («послушничество»; от араб. مريد‎, мюрид — последователь) — в российской исторической литературе термин, традиционно ассоциирующийся с мюридским движением, которое в 20—50-х годах XIX века охватило значительную часть Кавказа и обострило Кавказскую войну. Мюридизм существует до настоящего времени во многих странах.
Мюридизм, условный термин, появившийся в русской литературе во 2-й половине XIX века, используется для названия национально-освободительного движения горцев Северного Кавказа в 20—60-х годах XIX в.

## Учение
На самом деле мюридизм есть не что иное, как обыкновенный суфийский тарикат. Для человека, по учению суфиев, возможно достигнуть нескольких степеней, или стадий, совершенства. Первая — «шариат» («закон»), то есть благочестивая жизнь, неукоснительно строгое соблюдение всех заповедей и предписаний мусульманского закона (Корана). Это, так сказать, мирское совершенство; но выше мусульманского благочестия стоит мистицизм, позволяющий им познать истину, как бы приближающий их к Богу и всемирной душе и в конце концов позволяющий слиться с Богом воедино.

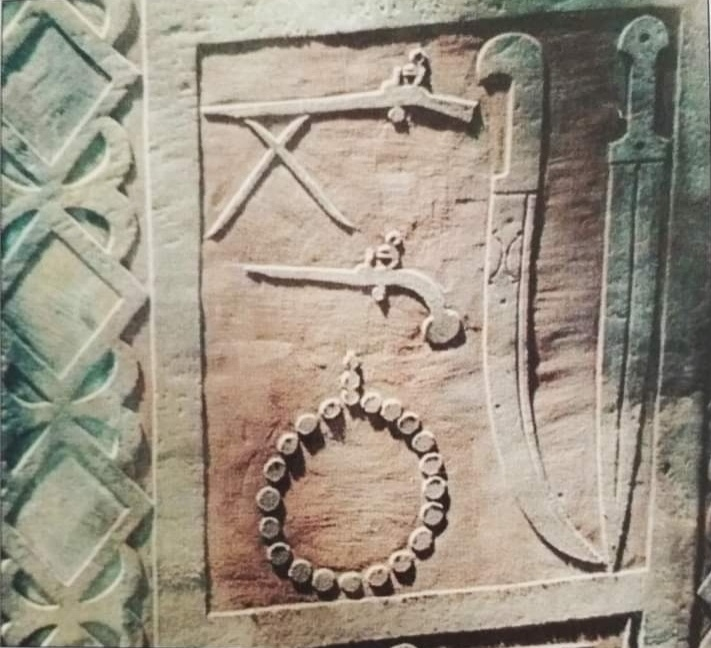
Могильный памятник в Чечне 1841 года. Кладбище мюридов, погибших во время Кавказской войны аула Майртуп. (Мученик убитый в борьбе с неверными ТIаиб ибн Бакъи 1257 год по хиджре).

О человеке, который решил непременно стремиться к единению с Божеством, суфии говорят, что он избрал себе «тарикат» (буквально «путь», то есть путь мистицизма, путь истины) — и это вторая степень человеческого совершенства. Последователь тариката должен отрешиться от стяжания (то есть стать дервишем, факиром), должен подвергать свою плоть изнурению, должен избавляться от страстей, от воли, от своего «я», вообще от своей личности.
Для этого он поступает в послушники («мориды», или «мюриды») к какому-нибудь святому суфийскому «старцу» (шейху, пиру, имаму), избирая его своим «руководителем» («мюршидом»), подчиняется слепо и беспрекословно всем его повелениям, не смея даже рассуждать, добро или зло мюршид приказывает совершить; при этом мелочи коранских предписаний постепенно отходят на второй план.
Если строгие аскетические подвиги, отрешение от индивидуальности, углубление в себя и напряжённое размышление доведут мюрида когда-либо до мистического экстаза («хал»), то это значит, что он достиг уже третьей степени совершенства: «знания» (марифат). Но это не предел совершенства: человек может все больше и больше отделяться от земного, может все больше и больше входить в единение с Богом, и тогда он достигает, наконец, «истины» (хакикат):, в этой стадии он находится в непосредственном общении с Богом и пребывает собственно уже не на земле, а посередине между бытием и небытием. До такого высокого совершенства достигают лишь очень немногие, и они могут быть муршидами, имамами; мало кто достигает даже марифата (такие бывают у муршида его «наибами», наместниками); простые мюриды идут тарикатом, а народные массы не восходят далее шариата.
Пользуясь беспрекословным повиновением своих мюридов, суфийские шейхи часто являлись в истории мусульманских народов очень могущественной силой и даже основывали царства.

## Мюридизм на Кавказе

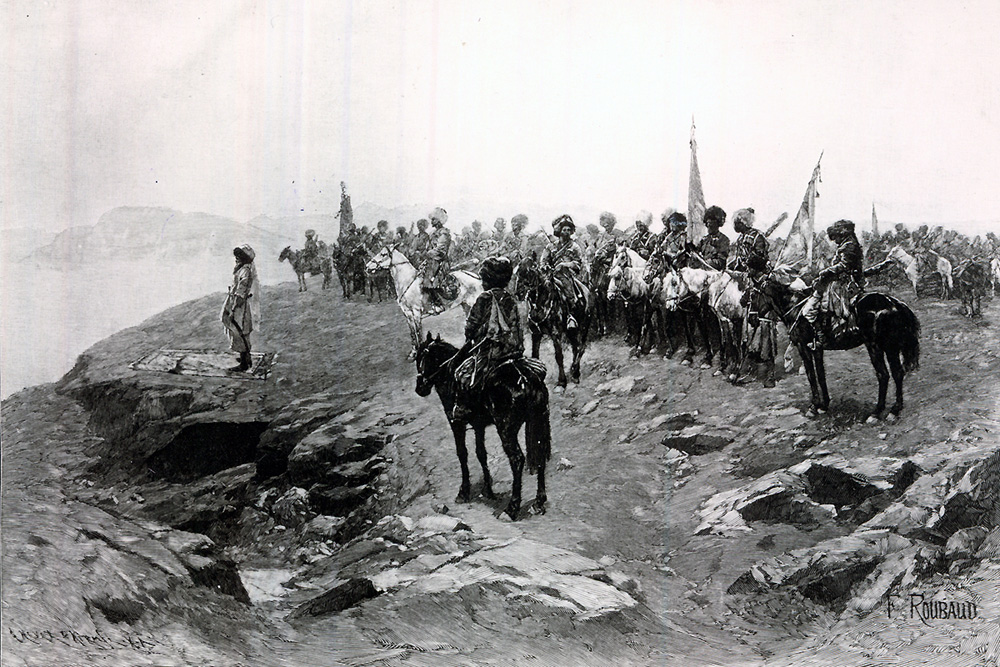
Молитва Шамиля перед боем. В конном строю мюриды. Рубо Ф., 1896 г.

В 1823 году бухарец Хасс-Мухаммад принёс персидское суфийское учение на Кавказ, в с. Вини-Яраг, Кюринского ханства и обратил в суфизм Магомеда Ярагского. Тот, посоветовавшись с другими духовными лидерами, пришёл к заключению, что только в суфийском тарикате лежит залог возрождения и оживления падающего ислама: благодаря тарикату, ислам возродится и нравственно, и политически, а тогда кавказцы свергнут с себя иноверное, русское иго. Воодушевляемые последней идеей (которая на первых порах скрывалась от русских властей), горцы массами стали усваивать новое учение; Магомед Ярагский был признан за мюрида. Между прочими пришёл в Вини-Яраг и последовал тарикату имам Гази-Мухаммад. Он стал ходить по горным аулам Дагестана с проповедью тариката и за свою святую жизнь, доведшую его до «марифата», приобрёл много мюридов.
К концу 1829 года он распространил новое учение в значительной части Чечни и Дагестана, и мюридов в полном его распоряжении было до 15 тысяч. Мечтая об основании всемусульманского Халифата, он провозгласил себя имамом и в 1829 году объявил против русских и их союзников священную войну, «газават». В 1830 году дела Гази-Мухаммада стояли посредственно, но в 1831 году он имел несомненный успех над русскими войсками, и это обстоятельство сильно подняло дух горцев.

17 октября 1832 года барон Розен, после упорного штурма, взял Гимры; Гази-Мухаммад, с 15 избранными (в числе которых был Шамиль), заперся в башне, потом попытался прорваться и в схватке был убит (см. Кавказская война). Новый имам Гамзат-бек (1832—1834) был человек неэнергичный и неспособный; его имамство ознаменовалось только истреблением тех влиятельных горцев, которые не сочувствовали мюридизму, и в том числе — истреблением древнего владетельного дома ханов аварских.

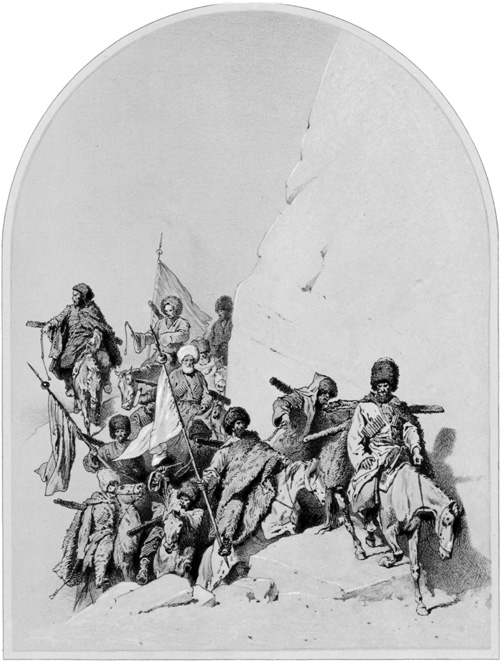
Спуск мюридов с Гуниба. Худ. Т. Горшельт, 1859—1861 гг.

Примерно в 1833 году при Гамзате была создана гвардия имамата, особое воинское формирование муртазеки, которым руководил Шамиль она состояла из самых преданных мюридов.
Когда аварцы составили заговор против Гамзата и убили его (1834), новым имамом был избран Шамиль, поднявший мюридство на неслыханную до тех пор на Кавказе степень могущества; дальнейшая история движения вся связана с его именем.
Каждый вступавший в мюриды к Шамилю, к Ахбердил-Мухаммеду, к Шуаибу-Мулле и к другим лицам, близким к Шамилю, приносил на коране присягу, свято исполнять все его приказания, какого бы рода они не были. Таким образом имам составил около себя особый орден из лучших фамилий горцев, для которых воля его была законом.